# Rhinobatos obtusus
Rhinobatos obtusus és un peix de la família dels rinobàtids i de l'ordre dels rajiformes.

## Morfologia
Pot arribar als 93 cm de llargària total.

## Reproducció
És ovovivípar.

## Distribució geogràfica
Es troba a les costes de Bangladesh, l'Índia, Indonèsia, Malàisia, Myanmar, el Pakistan, Sri Lanka i Tailàndia.